# Dotten
Dotten är en sjö i Töreboda kommun i Västergötland och ingår i Motala ströms huvudavrinningsområde.